# 武英智
武 英智（たけ ひでのり、1980年12月31日 - ）は、日本中央競馬会（JRA）所属の調教師、元騎手・調教助手。父は同じく元騎手・調教助手武永祥。祖父は元調教師武平三。元調教師武宏平は伯父、元調教師作田誠二は義理の叔父にあたる。元調教師武邦彦は叔従父、武豊、武幸四郎兄弟とは再従兄弟（曾祖父は共に武彦七）の関係。
ニックネームは「ヒデ」。命名者は藤田伸二。

## 来歴
1980年12月31日に永祥の長男として生まれる。
1996年、競馬学校に15期生として入学。同期には北村宏司、高田潤、二本柳壮らがいる。
1999年、栗東の領家政蔵厩舎に所属し騎手デビュー。初騎乗は3月1日、高知競馬第3競走の1番人気ミシマリンボスターで、9頭立ての8着。JRAの新人騎手の初騎乗が地方競馬だったのは史上初のことだった。中央競馬初騎乗は3月6日、阪神第2競走のラインフォレストで、10頭立ての5着。4月11日、中京第8競走のユメノセテコウユーで初勝利。この年には22勝を挙げ、中央競馬関西放送記者クラブ賞（新人騎手賞）を受賞した。
2000年には18勝を挙げ、重賞でも愛知杯で2着に入るなど活躍したが、3年目以降は勝ち星が1ケタに止まった。
2007年、すずらん賞をペプチドルビーで制しオープン特別初勝利。
2008年9月13日に行われた札幌の新馬戦では、武英智騎乗の2番人気ナムラカイシュウが1着、武豊騎乗の1番人気ジョーカプチーノが2着となり、武家でワンツーを決めている。
10万人に1人が発症するという指定難病サルコイドーシスを発症し何度も手術したが完治せず、2012年9月30日付で騎手を引退し、木原一良厩舎で調教助手となった。
2016年12月8日、JRAより2017年度調教師試験に合格したことが発表された。2017年3月1日付で調教師免許を取得したが、暫くは厩舎は開業せず技術調教師として活動していた。なお、同時に親戚（再従兄弟）の幸四郎も調教師試験に合格したことから、2017年は武家の親族2人が同時に調教師として再出発することとなった。2018年3月1日付で厩舎を開業。
2020年9月6日、管理馬メイケイエールが武豊の騎乗で小倉2歳ステークスを制し、騎手時代も含め重賞初勝利を挙げた。
2024年2月18日、管理馬ペプチドナイルが藤岡佑介の騎乗でフェブラリーステークスを制し、悲願のGI初優勝を果たした。

## 騎手成績

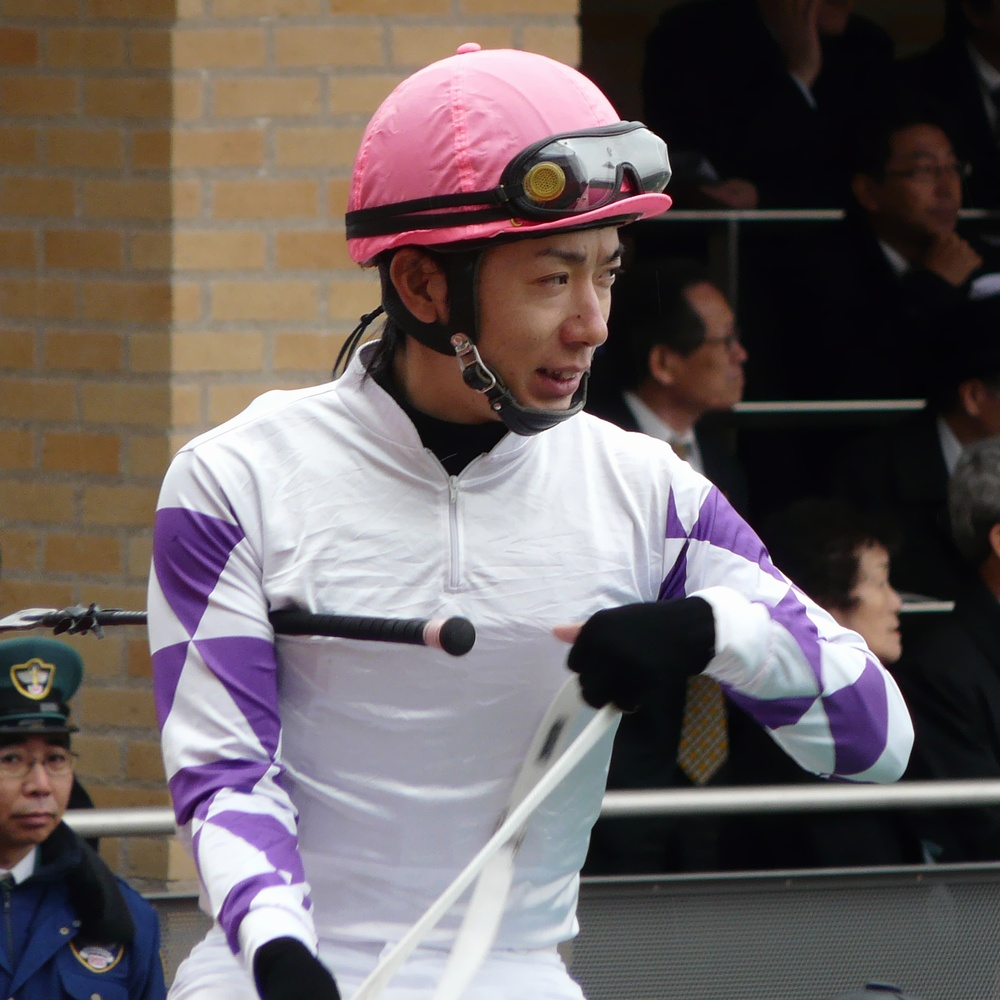
騎手時代（2012年）

|            | 日付           | 競馬場・開催  | 競走名           | 馬名               | 頭数 | 人気 | 着順 |
| ---------- | -------------- | ------------- | ---------------- | ------------------ | ---- | ---- | ---- |
| 初騎乗     | 1999年3月6日   | 1回阪神3日2R  | 3歳未勝利        | ラインフォレスト   | 10頭 | 5    | 5着  |
| 初勝利     | 1999年4月11日  | 2回中京6日8R  | 5歳上500万円下   | ユメノセテコウユー | 16頭 | 2    | 1着  |
| 重賞初騎乗 | 1999年11月21日 | 3回福島8日11R | 福島記念         | ピサノガレー       | 14頭 | 9    | 5着  |
| GI初騎乗   | 2002年11月10日 | 5回京都4日11R | エリザベス女王杯 | ビルアンドクー     | 13頭 | 12   | 11着 |

| 年度   | 1着 | 2着 | 3着 | 騎乗数 | 勝率 | 連対率 | 複勝率 |
| ------ | --- | --- | --- | ------ | ---- | ------ | ------ |
| 1999年 | 22  | 21  | 21  | 326    | .067 | .132   | .196   |
| 2000年 | 18  | 23  | 23  | 345    | .052 | .119   | .186   |
| 2001年 | 4   | 6   | 7   | 203    | .020 | .049   | .084   |
| 2002年 | 6   | 6   | 2   | 144    | .042 | .083   | .097   |
| 2003年 | 2   | 6   | 9   | 126    | .016 | .063   | .135   |
| 2004年 | 2   | 5   | 3   | 103    | .019 | .068   | .097   |
| 2005年 | 1   | 2   | 5   | 94     | .011 | .032   | .085   |
| 2006年 | 3   | 2   | 5   | 89     | .034 | .056   | .112   |
| 2007年 | 4   | 1   | 2   | 100    | .040 | .050   | .070   |
| 2008年 | 1   | 2   | 0   | 80     | .013 | .038   | .038   |
| 2009年 | 0   | 3   | 7   | 90     | .000 | .033   | .111   |
| 2010年 | 1   | 4   | 1   | 78     | .013 | .064   | .077   |
| 2011年 | 2   | 1   | 0   | 61     | .033 | .049   | .049   |
| 2012年 | 0   | 0   | 3   | 48     | .000 | .000   | .063   |
| 中央   | 66  | 82  | 88  | 1887   | .035 | .078   | .125   |
| 地方   | 0   | 1   | 3   | 13     | .000 | .077   | .308   |
| 通算   | 66  | 83  | 91  | 1900   | .035 | .078   | .126   |

## 主な騎乗経験馬
- ハギノハイグレイド（2勝）
- タッチオブゴールド（3勝、2006年新潟2歳ステークスを勝ったゴールドアグリの母）
- メルシーエイタイム（1勝、後に2005、2006年中山大障害2着）

## 調教師成績
|            | 日付           | 競馬場・開催  | 競走名          | 馬名               | 頭数 | 人気 | 着順 |
| ---------- | -------------- | ------------- | --------------- | ------------------ | ---- | ---- | ---- |
| 初出走     | 2018年3月3日   | 1回阪神3日4R  | 障害4歳上未勝利 | テイエムファンドル | 14頭 | 6    | 7着  |
| 初勝利     | 2018年5月12日  | 3回京都7日10R | 蹴上特別        | タマモアタック     | 11頭 | 6    | 1着  |
| 重賞初出走 | 2018年4月22日  | 3回京都2日11R | マイラーズC     | テイエムイナズマ   | 14頭 | 12   | 13着 |
| 重賞初勝利 | 2020年9月6日   | 2回小倉8日11R | 小倉2歳S        | メイケイエール     | 10頭 | 2    | 1着  |
| GI初出走   | 2018年12月16日 | 5回阪神6日11R | 朝日杯FS        | イッツクール       | 15頭 | 12   | 9着  |
| GI初勝利   | 2024年2月18日  | 1回東京8日11R | フェブラリーS   | ペプチドナイル     | 16頭 | 11   | 1着  |

## 主な管理馬
※括弧内は当該馬の優勝重賞競走、太字はGI級競走。
- メイケイエール（2020年小倉2歳ステークス、ファンタジーステークス、2021年チューリップ賞、2022年シルクロードステークス、京王杯スプリングカップ、セントウルステークス）
- ジューンベロシティ（2023年・2024年・2025年東京ジャンプステークス、2023年阪神ジャンプステークス、2024年東京ハイジャンプ）[6]
- ペプチドナイル（2024年フェブラリーステークス）
- ジューンテイク（2024年京都新聞杯）[7]